# Xã Prairie, Quận Carroll, Missouri
Xã Prairie (tiếng Anh: Prairie Township) là một xã thuộc quận Carroll, tiểu bang Missouri, Hoa Kỳ. Năm 2010, dân số của xã này là 169 người.